# Valle di San Lucano
La Valle di San Lucano è una valle alpina del Veneto Settentrionale. Si trova nel Comune di Taibon Agordino, in provincia di Belluno. Conosciuta anche con l'appellativo di Yosemite delle Dolomiti, ospita un paesaggio particolarmente selvaggio e incontaminato ricco di boschi e sorgenti.
È un importante punto di accesso alle Pale di San Martino ed è sovrastata dai gruppi montuosi delle Pale di San Lucano e dell'Agner che qui presenta la sua celebre Parete Nord: un salto verticale di oltre 1500 metri inserito nelle 7 Classiche pareti nord delle Alpi e considerato il salto roccioso verticale più alto d'Europa.
La valle è percorsa in tutta la sua lunghezza dal Torrente Tegnas che all'altezza di Col di Pra riceve le acque del torrente Bordina. Con un orientamento Ovest-Est confluisce poi nella Conca Agordina presso Taibon.

## Centri Abitati
L'abitato principale della valle è la Frazione Col di Pra che comprendendo le case sparse Cadene, Molin e Toc conta complessivamente circa 13 abitanti stabili. Dopo la grande frana del 1908 le Frazioni Pra, Lagunaz e i Chin sono state abbandonate e oggi versano in rovina tra la vegetazione sul versante meridionale delle Pale di San Lucano. Le altre frazioni della valle sono Mèzzavalle, San Lucano e Plombianch.

## Flora
La vegetazione della Valle di San Lucano varia a seconda dell'altitudine. Nella parte bassa, nel lato esposto a Sud delle Pale di San Lucano, è presente un vasto bosco di pino silverstre misto a carpino nero, mentre al fondovalle sono frequenti ontani, noccioli, frassini e aceri. I veri padroni della valle sono comunque abeti rossi, larici e faggi che formano grandi boschi misti dai 600 fino ai 1800 metri di altitudine, quota a cui si trova mediamente il limite della vegetazione di alto fusto. Oltre tale limite si estendono le praterie alpine nelle quali possiamo trovare ginepri, ontani verdi e pini mughi.

## Fauna
La fauna presente è quella classica alpina: cervo, capriolo, camoscio, raro invece lo stambecco che è presente con sporadici esemplari provenienti dai vicini tentativi di ripopolamento del Parco Naturale Paneveggio - Pale di San Martino. Da segnalare la presenza di specie relativamente rare come la lince, il francolino di monte, la pernice bianca e il fagiano di monte, il toporagno acquaiolo di Miller.
Fino alla primavera del 2013 nei pressi del villaggio di Col di Pra veniva regolarmente avvistato un rarissimo esemplare di capriolo bianco, oggi non più presente.

## Luoghi di Interesse
- La Chiesa di San Lucano in stile Tardo-Gotico Alpino
- Il Lago delle Peschiere
- Il Cuore di San Lucano
- La Via Alpinistica dello Spigolo Nord dell'Agner
- La Foresta Demaniale di Malgonera
- Il Bivacco Cozzolino
- Il Bivacco Bedin

## Galleria d'immagini

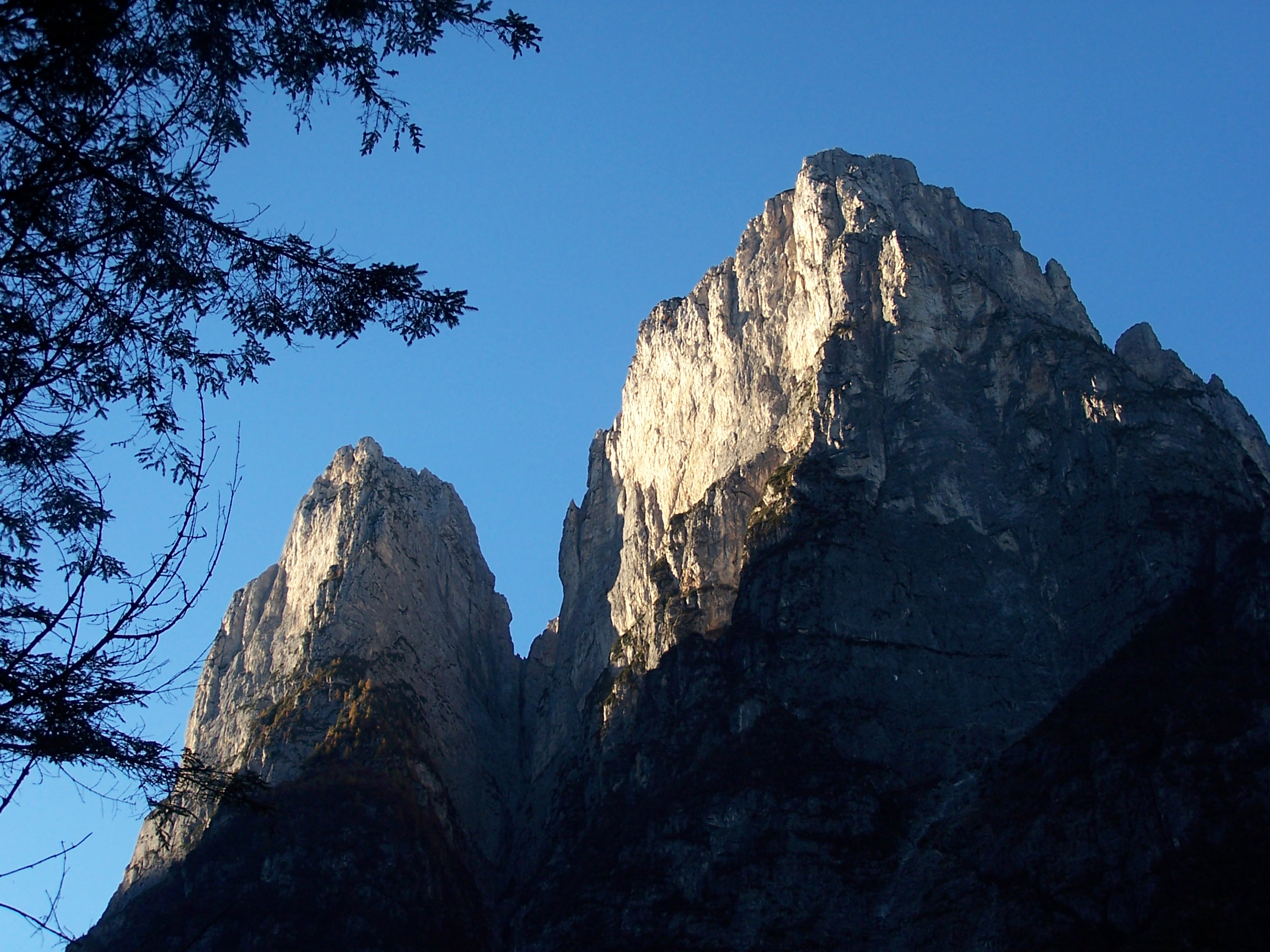
Pale di San Lucano
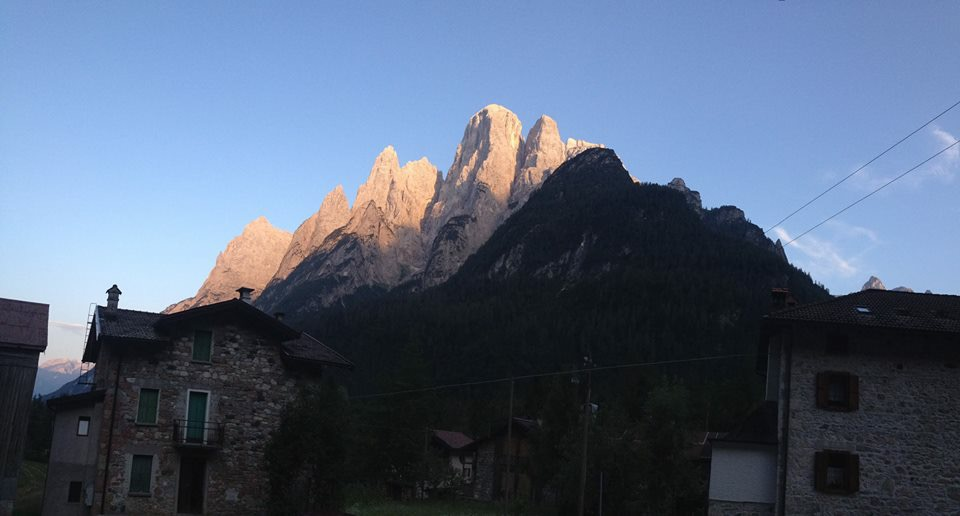
Monte Agner da Col di Pra
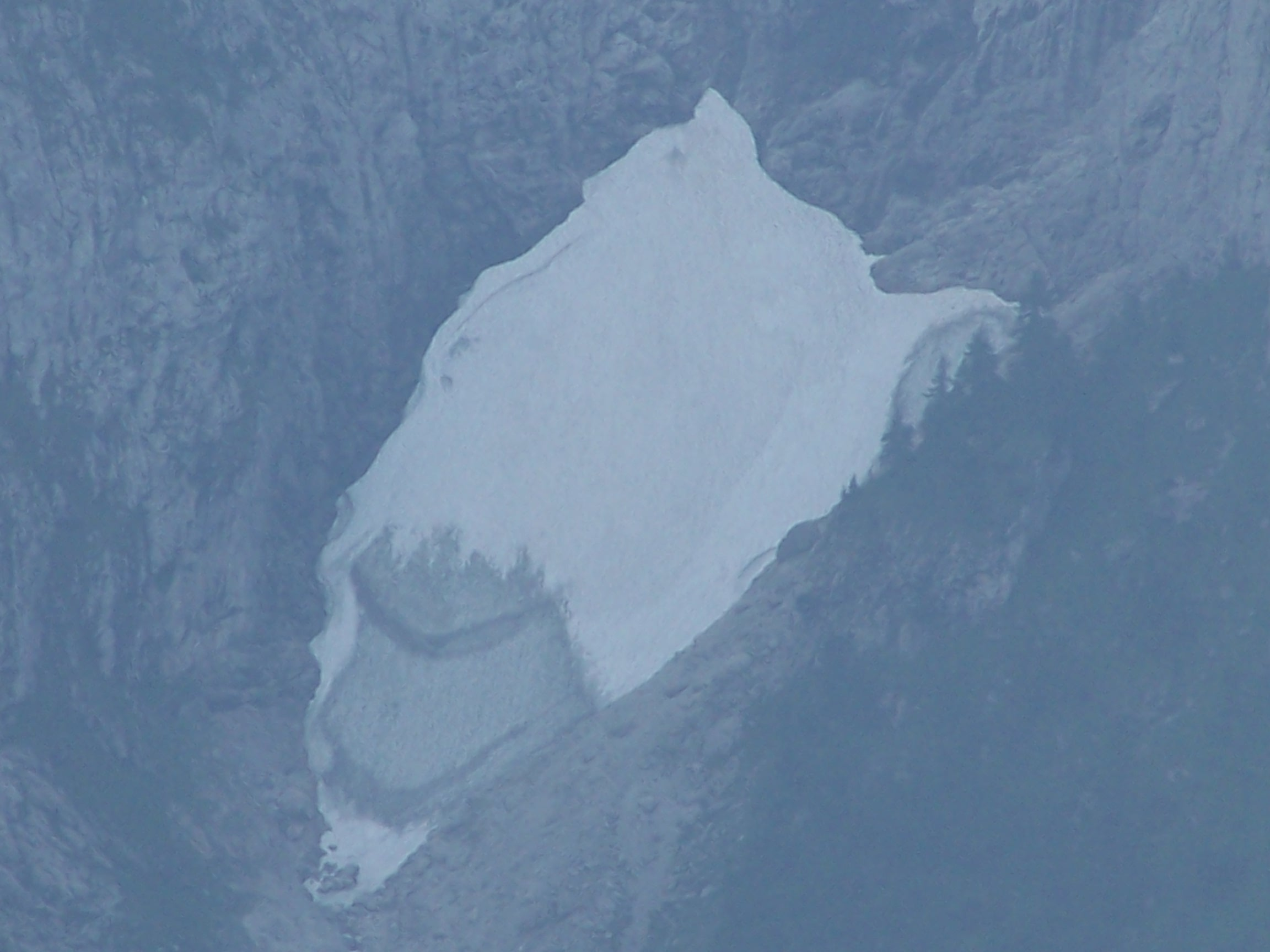
Ghiacciaio della Scudèla del Giazèr
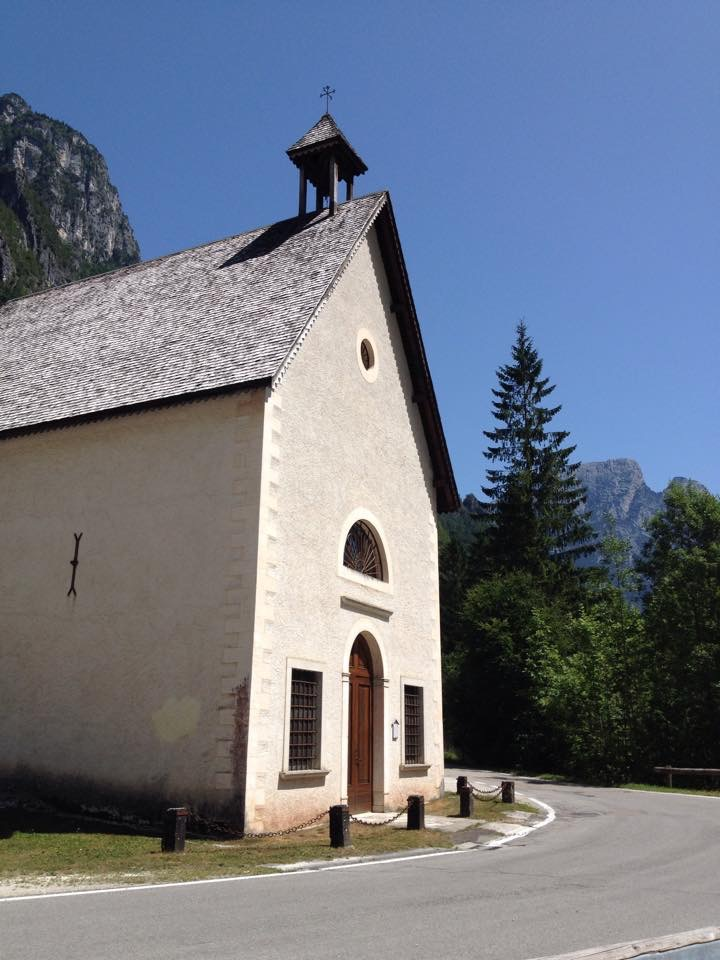
Chiesa di San Lucano
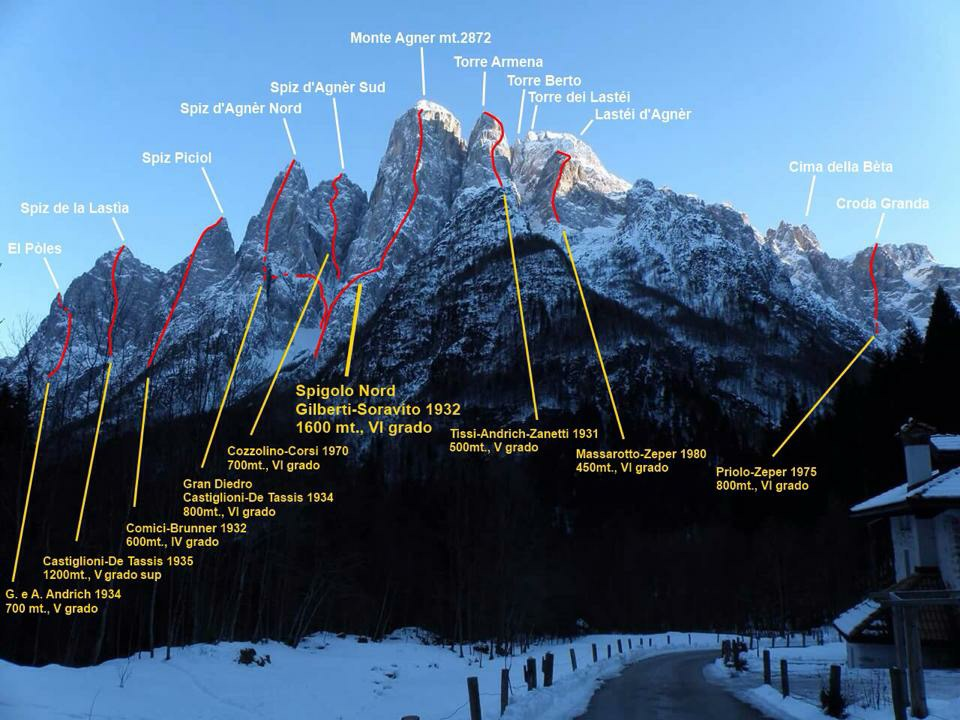
Vie alpinistiche storiche sulla Parete Nord dell'Agner
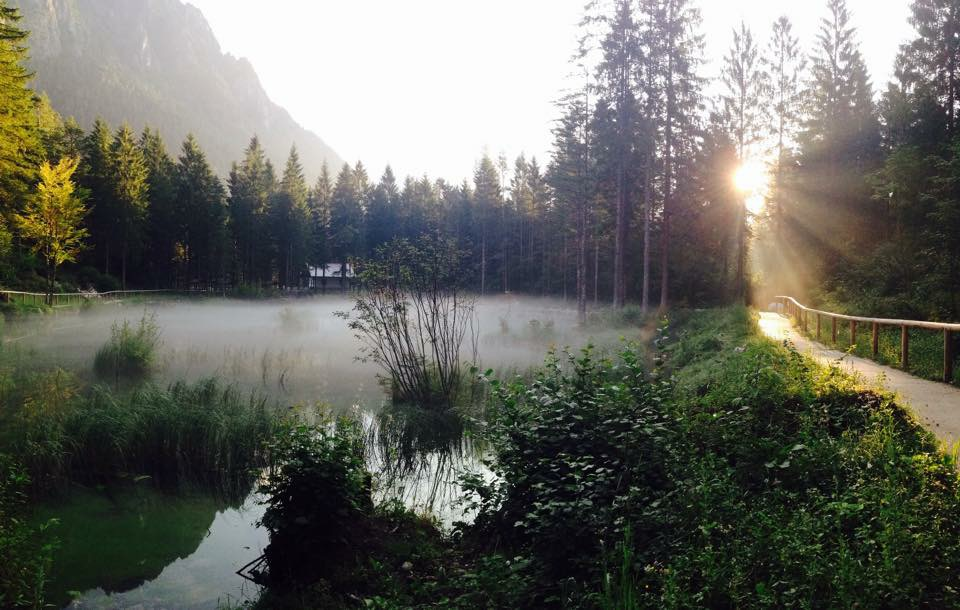
Alba dal Lago delle Peschiere
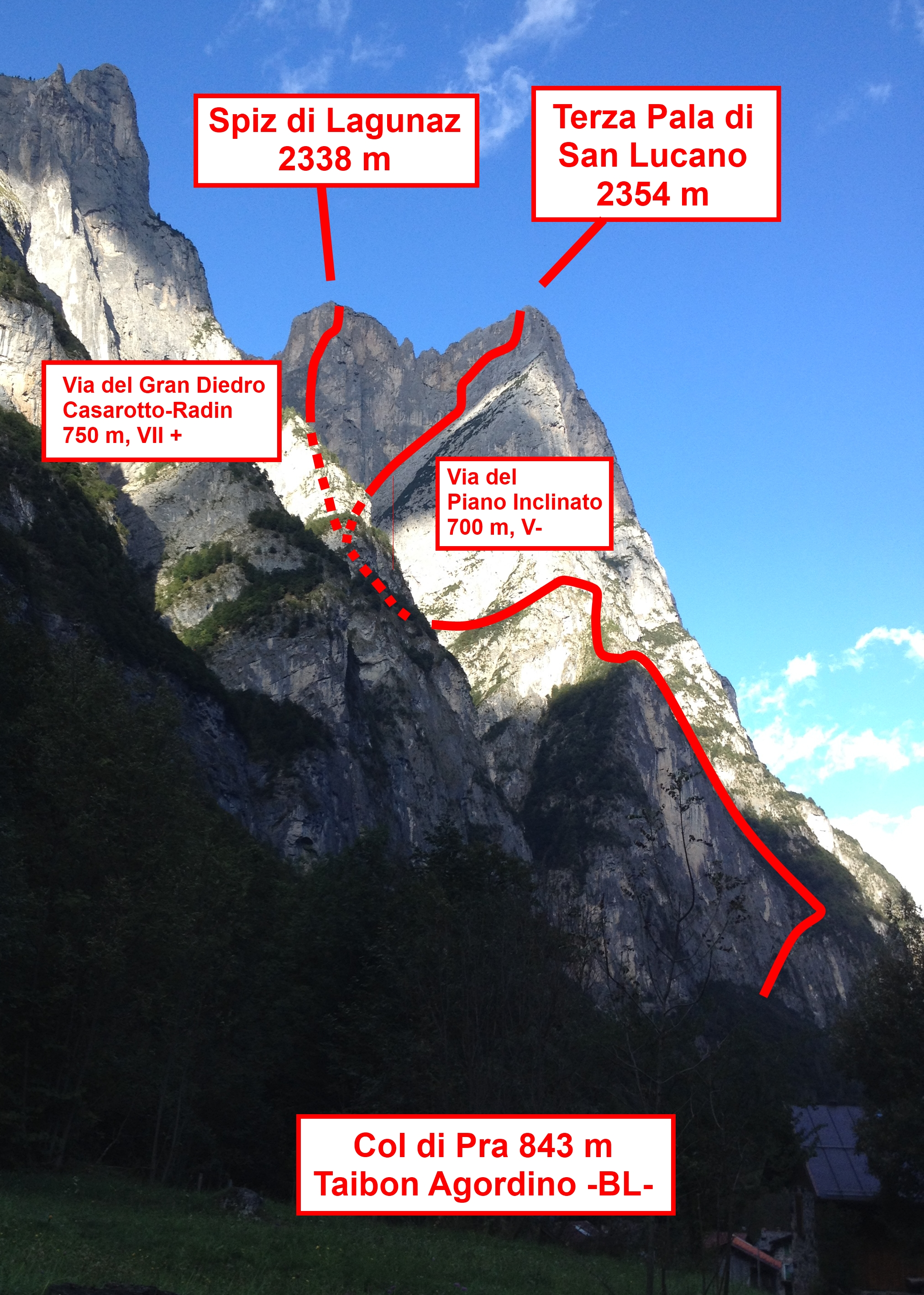
Vie Alpinistiche Piano Inclinato e Diedro Casarott-Radin sulla Terza Pala di San Lucano